# Истенд (Саскачеван)
Истенд (енгл. Eastend) је малено урбано насеље са административним статусом варошице на крајњем југозападном делу канадске провинције Саскачеван. Насеље лежи удолини реке Френчман на раскрсници ауто-пута 13 и магистрале 614 на око 85 km источно од административне границе са провинцијом Алберта и око 55 km северно од државне границе према америчкој савезној држави Монтана. Најближе веће насеље је варошица Шонавон 33 km североисточно. 
Године 1994. северно од насеља откривен је готово комплетан скелет тираносауруса рекса (названог Скоти) који се чува у локалном палеонтолошком музеју отвореном 2000. године.

## Историја
Велика крда преријских бизона који су живели на овом подручју привлачила су бројне ловце, а једно од првих насеља основали су Метиси 60их година 19. века северно од данашњег насеља. Три деценије касније основане су и прве фарме, док је железница кроз ово насеље прошла тек 1914. тако да је Истенд једно од ретких насеља у провинцији које се развило пре доласка железнице. Исте године насеље је административно уређено као село, а 1920. и као варошица.

## Демографија
Према резултатима пописа становништва из 2011. у варошици је живело 527 становника у 332 домаћинства, што је за 11,9% више у односу на 479 житеља колико је регистровано приликом пописа 2006. године.
| 2006. | 2011. |
| ----- | ----- |
| 471   | 527   |